# Бисмаркюгенд
Бисмаркюгенд (нем. Bismarckjugend) — антимарксистское молодёжное движение времён Веймарской республики. Бисмаркюгенд был молодёжным крылом консервативной Немецкой национальной народной партии (НННП).

## Название
На момент основания организация называлась «Национальная лига молодёжных групп Немецкой национальной народной партии» (нем. Reichsverband der Jugendgruppen der Deutschnationalen Volkspartei). Осенью 1922 г. было принято название «Бисмарковская молодёжь Немецкой национальной народной партии» (нем. Bismarckjugend der Deutschnationalen Volkspartei), сокращённо Bismarckjugend. Название относилось к Отто фон Бисмарку и стремилось связать организацию с историческим наследием Бисмарка. Внук Бисмарка Отто дал разрешение организации использовать имя своего деда.

## История организации
Организация была основана в Ганновере в 1922 году путём объединения различных местных молодёжных групп, близких к НННП. НННП была последней из существующих партий в Рейхстаге, имевшей собственное национальное молодёжное крыло. Организация была политически полностью зависима от партии. Первоначально молодёжное движение возглавлял Вильгельм Кубе. Филиалы Бисмаркюгенд сначала были сосредоточены в промышленных районах Германии. Позже движение распространилось на сельские восточные районы страны.
Вскоре после основания национальной молодёжной организации её председателем стал Герман Отто Сивекинг. Под руководством Сивекинга организация приобрела военизированный характер. Он также начал организовывать ежегодные национальные встречи молодёжи.
К середине 1923 года Бисмаркюгенд вступил в период непрерывного упадка. Обычно НННП ассоциировалась со старым порядком и был непопулярен среди молодого поколения.
В июле 1928 года во Фридрихсру состоялось седьмое национальное молодёжное собрание организации, посвященное 30-летию со дня смерти Отто фон Бисмарка. Фридрихсру — место, где находится мавзолей Бисмарка. Встреча имела особое значение для партии, поскольку через это важное событие она стремилась продемонстрировать свою силу после скудного результата выборов для НННП в мае того же года. К концу 1920-х Бисмаркюгенд возродился и расширил свой состав.
После прихода к власти национал-социалистов в 1933 году партии, кроме НСДАП, либо распустились, либо были запрещены. 27 июня 1933 г. между НННП (переименованной в 1932 г. в Немецкий национальный фронт (Deutschnationale Front)) и НСДАП было подписано «Соглашение о дружбе», после чего партия самораспустилась. В 1935 году ношение униформы Бисмаркюгенд было запрещено законом.

## Членство
Бисмаркюгенд объединял мужчин и женщин в возрасте от 14 до 25 лет. К 1928 году у организации было 800 местных организаций по всей Германии. Общее количество членов достигло 42 000 человек, что сделало его вторым по величине, после Социалистической рабочей молодёжи СДПГ, молодёжным движением в стране. В целом движение было более привлекательным в протестантских районах. Центрами организациями были Берлин, Магдебург, Гессен, Тюрингию, Нижнюю Саксонию, Померанию, Вюртемберг и Гамбург.
Большинство членов происходили из буржуазных или дворянских семей. Однако крупнейшая членская организация движения, Берлинская лига Бисмарка, в подавляющем большинстве состояла из рабочего класса. По состоянию на 1922 год у движения в Берлине было около 6000 членов, примерно 80% из семей рабочего класса. Филиал в Берлине был основан в 1920 году.

## Изображения

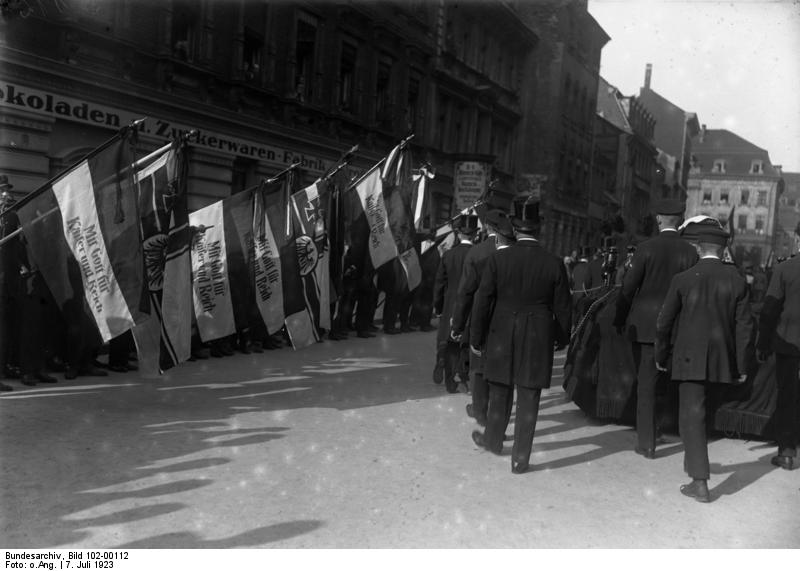
Бисмаркюгенд 7 июля 1923 года в Берлине на политических похоронах убитого коммунистами Вальтера Ройдника
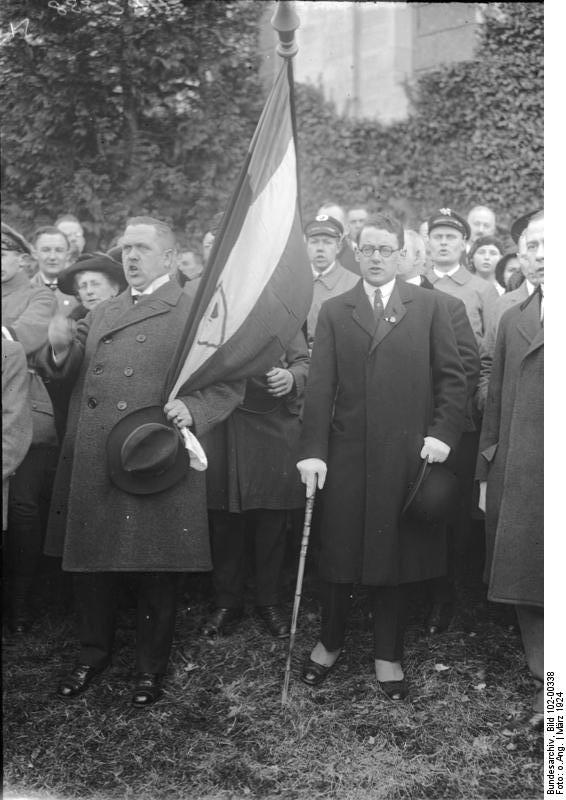
Лига Бисмарка на могиле Отто фон Бисмарка во Фридрихсру. Депутат Лаверанц (слева) и внук бывшего канцлера Отто фон Бисмарка (справа).
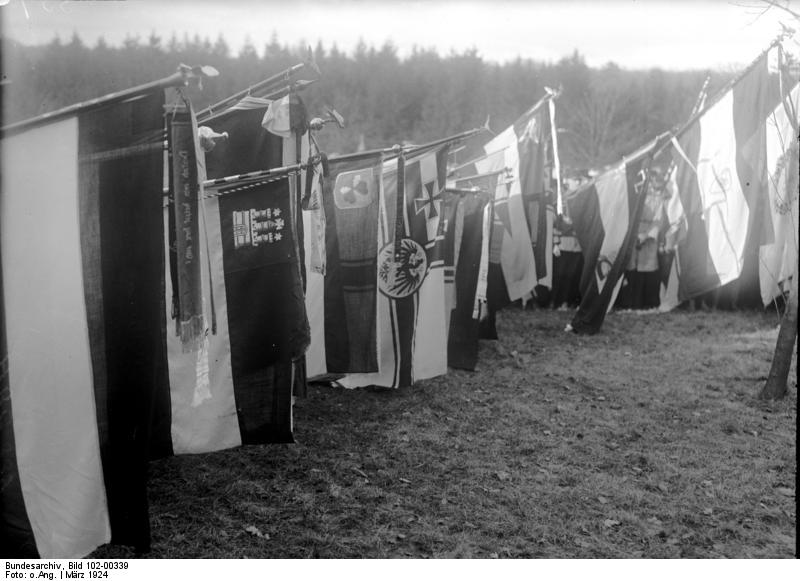
Флаг Бисмаркюгенда вместе с флагами других правых организаций перед склепом Бисмарка
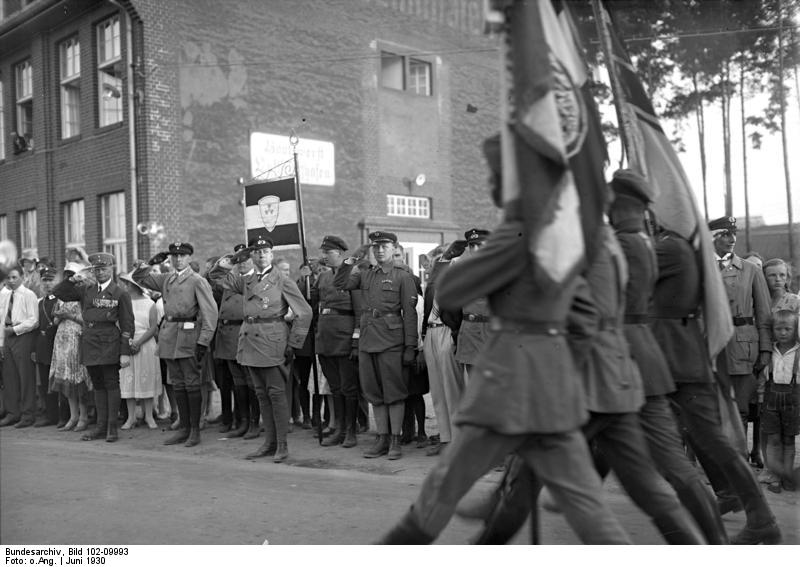
Собрание Бисмаркюгенда в Потсдаме